# Homolepis
Homolepis és un gènere de plantes de la família de les poàcies. És originari de Sud-amèrica tropical. Comprèn 7 espècies descrites i d'aquestes, solament 3 acceptades.

## Descripció
Són plantes perennes; amb tiges generalment decumbents o estoloníferes; nusos comprimits; plantes hermafrodites o polígames. Beines carinades; pseudolígula molt curta present, lígula una membrana; làmines linears a linear-lanceolades, aplanades. Inflorescència una panícula terminal; espiguetes lanceoloides o obovoides, comprimides dorsalment, amb 2 flòsculs, desarticulació per sota de les glumes; glums ocultant als flòsculs, subiguals o la inferior una mica més llarga que la superior, els seus marges cobrint la ribes de la segona, gluma inferior 5-9-nervia, gluma superior 5-9-nervia; flòscul inferior generalment estèril, rarament estaminat; lema inferior 5?7-nervia; pàlea inferior petita, membranàcia; flòscul superior bisexual, el·lipsoide; lema superior aguda a acuminada, inconspicuament nervada, glabra i brillant, els marges prims, aplanats, traslladant-se als marges de la pàlea; pàlea superior similar en textura a la lema superior; lodícules 2; estams 3; estigmes 2. Fruit una cariopsi; embrió 1/4-1/2 la longitud de l'espigueta; fil linear.

## Taxonomia
El gènere va ser descrit per Mary Agnes Chase i publicat a Proceedings of the Biological Society of Washington 24: 146. 1911. L'espècie tipus és: Homolepis aturensis (Kunth) Chase
Citologia
El nombre cromosòmic és de 2n = 22, 24, i 40.

## Espècies acceptades
A continuació es brinda un llistat de les espècies del gènere Homolepis acceptades fins a abril de 2014, ordenades alfabèticament. Per a cadascuna s'indica el nom binomial seguit de l'autor, abreujat segons les convencions i usos.
- Homolepis aturensis (Kunth) Chase
- Homolepis isocalycina (G.Mey.) Chase
- Homolepis longispicula (Döll) Chase